# اقیانوسیه (فیلم)
«اقیانوسیه» (انگلیسی: South West Pacific) یک فیلم است که در سال ۱۹۴۳ منتشر شد. از بازیگران آن می‌توان به پیتر فینچ اشاره کرد.